# Шуньпин
Шуньпи́н (кит. упр. 顺平, пиньинь Shùnpíng) — уезд городского округа Баодин провинции Хэбэй, Китай.

## История
Ещё во времена царства Янь здесь был создан уезд Цюйни (曲逆县). Когда узурпатор Ван Ман в 5 году до н. э. провозгласил империю Синь, то уезд был переименован в Шуньпин. Когда Лю Сю основал империю Восточная Хань, то уезду было возвращено название Цюйни, а в 88 году уезд был переименован в Пуян (蒲阴县).
При империи Северная Ци в 556 году уезд был переименован в Бэйпин (北平县). При империи Северная Сун в 1042 году уезд Бэйпин был преобразован в военный округ Бэйпин (北平军), а когда эти места захватили чжурчжэни, то в империи Цзинь уезд получил название Юнпин (永平县). В 1214 году уезд был повышен в статусе и стал областью Ваньчжоу (完州).
При империи Мин в 1369 году область опять была понижена в статусе до уезда — так появился уезд Ваньсянь (完县).
В августе 1949 года был образован Баодинский специальный район (保定专区), и уезд вошёл в его состав. В 1958 году уезды Ваньсянь и Маньчэн были объединены в уезд Ваньмань (完满县), однако в 1962 году были разделены вновь. В 1968 году Баодинский специальный район был переименован в округ Баодин (保定地区). В августе 1993 года уезд Ваньсянь был переименован в уезд Шуньпин. 
Постановлением Госсовета КНР от 23 декабря 1994 года округ Баодин и город Баодин были расформированы, а на их территории был образован городской округ Баодин.

## Административное деление
Уезд Шуньпин делится на пять посёлков и пять волостей.